# 4-я отдельная бригада подводных лодок
4-я отдельная Констанцская ордена Ушакова бригада подводных лодок (сокр. 4 ОБрПЛ) — соединение подводных лодок Черноморского флота ВМФ ВС России сформированное в 2014 году. Базируется в главной военно-морской базе Черноморского флота в Севастополе, в бухте Южная.

## История
Сформирована 1 декабря 2014 года на основе 247-го отдельного дивизиона подводных лодок с местом базирования в городе Севастополь. Укомплектована шестью подводными лодками проекта 636.3 «Варшавянка». Унаследовала отличия исторической 2-я Констанцской ордена Ушакова бригады подводных лодок Черноморского флота ВМФ СССР.
1 декабря 2014 года было создано управление 4-й отдельной бригады подводных лодок. В 2015 году стали поступать новые подводные лодки.
Первой стала подводная лодка Б-261 «Новороссийск», которая пришла в Новороссийскую военно-морскую базу 21 сентября 2015 года.
16 декабря 2015 года в Новороссийскую ВМБ пришла подводная лодка Б-237 «Ростов-на-Дону», которая 8 декабря 2015 года нанесла удары крылатыми ракетами из акватории Средиземного моря по расположению боевиков ИГ на территории Сирии из подводного положения.
1 июля 2016 года в Новороссийскую ВМБ пришла третья подводная лодка Б-262 «Старый Оскол».
По итогам 2017 года экипажам подводных лодок «Ростов-на-Дону» и «Новороссийск» присвоено почётное наименование «ударные».
10 августа 2017 года в Севастопольскую ВМБ пришла четвёртая подводная лодка Б-265 «Краснодар».
29 марта 2019 года в Севастопольскую ВМБ пришла пятая подводная лодка Б-268 «Великий Новгород».
3 мая 2019 года в Новороссийскую ВМБ пришла шестая подводная лодка Б-271 «Колпино».

## Состав
По состоянию на 2021 год имеет в своём составе подводные лодки проектов «Палтус» и «Варшавянка».
| Наименование             | Проект                    | Изображение | Статус    | Примечание |
| ------------------------ | ------------------------- | ----------- | --------- | --- |
| Б-871 «Алроса»           | проект 877 «Палтус»       |             | В строю   | С 2019 года планировался перевод на Балтийский флот. |
| Б-261 «Новороссийск»     | проект 636.3 «Варшавянка» |             | В строю   | В составе флота с 2014 года |
| Б-237 «Ростов-на-Дону»   | проект 636.3 «Варшавянка» |             | В ремонте | В составе флота с 2014 года. 13 сентября 2023 года была серьёзно повреждена в результате ракетного удара по Севастопольскому морскому заводу. 3 августа 2024 года отремонтированная подлодка «Ростов-на-Дону» была атакована во второй раз, в результате чего она затонула. |
| Б-262 «Старый Оскол»     | проект 636.3 «Варшавянка» |             | В строю   | В составе флота с 2015 года |
| Б-265 «Краснодар»        | проект 636.3 «Варшавянка» |             | В строю   | В составе флота с 2015 года |
| Б-268 «Великий Новгород» | проект 636.3 «Варшавянка» |             | В строю   | В составе флота с 2016 года |
| Б-271 «Колпино»          | проект 636.3 «Варшавянка» |             | В строю   | В составе флота с 2016 года |

## Командиры
- 2015—2019: Адигюзелов Магарам Ягишевич[18][19], капитан 1 ранга
- 2019—н. в.: Михолап Олег Константинович[20], капитан 1 ранга